# László Ferenczy

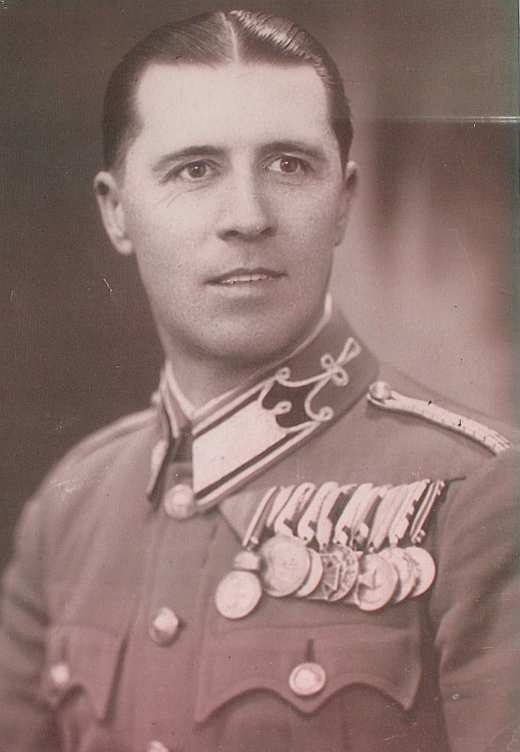
Aufnahme um 1940

László Ferenczy (geboren am 9. März 1898 in Felsővisó, Österreich-Ungarn; gestorben am 31. Mai 1946 in Budapest) war im Zweiten Weltkrieg ein ungarischer Polizeioffizier im Rang eines Oberstleutnants und ein Täter des Holocaust.

## Leben
László Ferenczy war Soldat im Ersten Weltkrieg, trat 1920 der ungarische Gendarmerie bei und war in Debrecen stationiert. Nach der ungarischen Rückgewinnung großer Teile der Slowakei im Ersten Wiener Schiedsspruch wurde er ab November 1940 bis Juli 1942 als Polizeioffizier in Košice eingesetzt.
Nach der deutschen Besetzung Ungarns im März 1944 wurde Ferenczy Verbindungsmann zum vom SD in Budapest eingerichteten Eichmann-Kommando. Die von Edmund Veesenmayer und Adolf Eichmann mit dem ungarischen Innenminister Andor Jaross ausgehandelte Deportation der ungarischen Juden nach Auschwitz wurde von Jaross' Staatssekretären László Endre und László Baky geleitet und operativ von der Gendarmerie ausgeführt. Derweil unterstützte der kleine Stab Eichmanns (150 Personen) die Ghettoisierung der Juden durch die ungarische Gendarmerie und übernahm die Transportzüge am Zwischenhalt in Košice. Von seinem Kommandoort in Munkács und seinem Büro in der Semmelweis-Straße in Budapest leitete Ferenczy, wie er es in seinen zweitägigen abgegebenen Berichten festgehalten hat, in der Zeit vom 15. Mai bis 7. Juni 1944 im Norden und Osten Ungarns die Ghettoisierung und Deportation von 289.357 Juden mit 92 Eisenbahnzügen. Nach einem Bericht des Botschafters Edmund Veesenmayer wurden in dieser Zeit insgesamt über 437.000 Juden aus Ungarn und seinen Herrschaftsbereichen deportiert. Ferenczy schrieb in seinen Berichten, dass die Juden in Auschwitz einer „Selektion“ unterzogen würden.
Die Deportationen wurden von der im Juli 1944 eingesetzten Regierung Géza Lakatos gestoppt, Jaross und seine Staatssekretäre Endre und Baky am 7. August aus dem Amt entlassen, und Ferenczy änderte seine Taktik. Er verhandelte nun mit dem Budapester Judenrat über Erleichterungen und die Ausgabe von Pässen und versuchte sich damit einen Leumund für die Nachkriegszeit zu verschaffen.
Als die Regierung Lakatos und der Reichsverweser Miklós Horthy im August 1944 geheime Waffenstillstandsverhandlungen mit den Alliierten begannen, wurde am 15. Oktober 1944 vom deutschen Botschafter Edmund Veesenmayer ein Staatsstreich lanciert. Von der nun eingesetzten Marionettenregierung unter der Führung des Pfeilkreuzlers Ferenc Szálasi wurde Ferenczy als „Generalbevollmächtigter für die Judenfrage“ eingesetzt. Die Deportationen sollten wieder anlaufen, was aber angesichts des Kriegsverlaufs von den Deutschen gestoppt wurde. Ein Teil der Budapester Juden wurde von Ferenczy auf Fußmärsche nach Westen befohlen, um dort bei den Erdarbeiten des Südostwalls als Zwangsarbeiter eingesetzt zu werden.
1945 floh Ferenczy mit Mitgliedern der Pfeilkreuzlerregierung ins Deutsche Reich. Er wurde dort von den Amerikanern festgenommen und von diesen an Ungarn ausgeliefert, da die Drei Mächte in der Moskauer Deklaration vom 1. November 1943 vereinbart hatten, dass alle Kriegsverbrecher, außer den Hauptkriegsverbrechern, in den Ländern vor Gericht gestellt werden sollten, in denen sie ihre Verbrechen begangen hatten.
Ferenczy wurde wegen Verbrechen gegen die Menschlichkeit vor einem ungarischen Volkstribunal angeklagt, zum Tode verurteilt und gehängt.